# Il clandestino (romanzo)
Il clandestino è un romanzo parzialmente autobiografico scritto da Mario Tobino nel 1962 ed ha vinto il Premio Strega il medesimo anno.

## Il romanzo
Nel libro vengono narrate le vicende che seguono la caduta del fascismo dopo il 25 luglio 1943, l'armistizio, l'occupazione tedesca e l'inizio della lotta partigiana vissuti in un immaginario paese della Versilia: i drammi e le atrocità, le ansie e le passioni, le sconfitte e i successi di un gruppo di uomini che combatté in nome di idee e valori in cui credette.
Il paese immaginario dove si svolgono gran parte delle vicende, denominato Medusa, è ispirato a Viareggio. Inoltre nel romanzo viene narrata la vicenda, romanzata, dell'attentato al balipedio di Viareggio.

## Edizioni
- Mario Tobino, Il clandestino, Club degli editori, Milano 1962
- Mario Tobino, Il clandestino, Introduzione di Geno Pampaloni, Mondadori, Milano 1962
- Mario Tobino, Il clandestino, prefazione di Vittorio Sereni, Club degli Editori, Milano 1995
- Mario Tobino, Il clandestino, prefazione di Vincenzo Pardini, UTET, Torino 2007
- Mario Tobino, Il clandestino, a cura di Paola Italia, Mondadori, Milano 2013